# Marampa
Marampa – miasto w Sierra Leone, w dystrykcie Port Loko na północnym wschodzie od stolicy państwa Freetown. Ok. 20 tysięcy mieszkańców. W pobliżu wydobycie rud żelaza, wywożonych 84-kilometrową linią kolejową o rozstawie 1067 mm do portu Pepel.